# Jan Zarębski
Jan Stanisław Zarębski (ur. 24 maja 1943 w Warszawie) – polski polityk, przedsiębiorca, w latach 1999–2002 marszałek województwa pomorskiego.

## Życiorys
Syn Leona, współwłaściciela rodzinnej fabryki i hurtowni akcydensowej w Warszawie. W 1945 wraz z rodziną zamieszkał w Gdańsku. Absolwent III Liceum Ogólnokształcącego w Gdańsku. W 1972 ukończył studia na Wydziale Chemicznym Politechniki Gdańskiej. Do 1981 pracował jako chemik w Zakładzie Aminokwasów i Peptydów Instytutu Chemii Uniwersytetu Gdańskiego. Na początku lat 80. dołączył do „Solidarności”.
Na początku lat 80. rozpoczął własną działalność gospodarczą. Współtworzył kilka firm rodzinnych w tym „Lonzę” i „Natę”, które od lat 90. należały do głównych producentów napojów bezalkoholowych w Polsce. Związane z nim przedsiębiorstwa zajęły się również m.in. wytwarzaniem maszyn i oprzyrządowania do produkcji opakowań. Od 1991 do 2003 (z wyjątkiem 1993) był umieszczany na liście 100 najbogatszych Polaków według tygodnika „Wprost”. W latach 1992–1994 był prezesem zarządu klubu sportowego Spójnia Gdańsk, sponsorował także inne gdańskie kluby.
W 1993 organizował w Gdańsku struktury Bezpartyjnego Bloku Wspierania Reform. W 1998 został z listy Akcji Wyborczej Solidarność wybrany na radnego sejmiku pomorskiego, następnie objął urząd marszałka tego województwa. Stanowisko to zajmował do 2002, po czym wycofał się z bieżącej polityki. W latach 1998–2002 należał do Ruchu Społecznego (do 2001 był wiceprzewodniczącym RS AWS na Pomorzu).
Powrócił do pracy w biznesie. Kierował przez dwie kadencje Gdańskim Związkiem Pracodawców, działa też w Konfederacji Lewiatan. W 2010 został prezesem Stowarzyszenia Absolwentów Politechniki Gdańskiej, a w 2010 prezesem zarządu Gdańskiego Klubu Biznesu. W latach 2004–2020 wchodził w skład rady nadzorczej Portu Lotniczego im. Lecha Wałęsy w Gdańsku, pełnił funkcję przewodniczącego tego gremium.
Żonaty z Teresą, ma syna Dariusza i córkę Natalię.

## Wyróżnienia
W 2012 otrzymał Medal Księcia Mściwoja II, w 2023 został laureatem Nagrody Marszałka Województwa Pomorskiego „Gryf Pomorski”, w 2024 Honorowego Wyróżnienia za Zasługi dla Województwa Pomorskiego.